# انقلاب القرمانلي 1711
انقلاب القرمانلي 1711 هو حدث أنهى الصراعات الداخلية في إيالة طرابلس الغرب التابعة الدولة العثمانية. بقيادة الضابط أحمد القرمانلي، ضد الوالي العثماني الحاكم لطرابلس، حيث استولى القرمانلي على طرابلس ونصب نفسه على رأس الأسرة القرمانلية، التي حكمت طرابلس وبرقة وفزان لمدة 124 عامًا كمقاطعة عثمانية مستقلة حتى عام 1835.